# Courgent
Courgent es una comuna francesa situada en el departamento de Yvelines, en la región de Isla de Francia.

## Demografía
| 124 | 127 | 175 | 246 | 366 | 403 | 366 |
| Para los censos de 1962 a 1999 la población legal corresponde a la población sin duplicidades (Fuente: INSEE [Consultar]) |     |     |     |     |     |     |